# Like mich am Arsch
Like mich am Arsch ist ein Lied der Hamburger Hip-Hop- und Electropunk-Formation Deichkind aus dem Jahr 2015. Es erschien in deren Album Niveau weshalb warum und erfährt aufgrund seines provozierenden Liedtextes eine hohe mediale Rezeption.

## Inhalt
Das Lied setzt sich kritisch mit Facebook und den Nutzern dieses sozialen Netzwerkes auseinander, indem es die dort entstandene Gepflogenheit beschreibt, Einträge anderer Nutzer unter fast allen Umständen zu liken, auch wenn man die Einträge selbst nicht versteht oder deren Inhalt nicht unterstützen würde.

## Rezeption
Die Rezeption in überregionalen Medien ist vielfältig. Beispielsweise resümierte das Nachrichtenportal N24 dass: „… der Song auf humorvolle Weise Facebook und Facebook-User auf den Arm nimmt“, während Focus Online reflektiert, dass die Gruppe mit ihrem Lied Like mich am Arsch das nervöse Geklicke im Internet thematisiert. Der Song wurde selbst zum „Facebook-Hit“. Zu den Tausenden, die laut Münchner Abendzeitung das Video auf Facebook gelikt haben, zählte auch der im Text erwähnte Blogger Sascha Lobo.

## Musikvideo
Das Musikvideo zu dem Lied produzierten die Filmemacher Uwe Hartmann und Timo Schierhorn.
Das Video besteht aus eigenen Nachspielungen der Clips, die im Musikvideo zu "Leider geil" gezeigt werden.